# Gnomulus minor
Espèce
Gnomulus minor est une espèce d'opilions laniatores de la famille des Sandokanidae.

## Distribution
Cette espèce est endémique de Luçon aux Philippines. Elle se rencontre sur le mont Makiling.

## Description
La femelle holotype mesure 3,4 mm.

## Systématique et taxinomie
Cette espèce a été décrite par Tsurusaki en 1990.

## Publication originale
- Tsurusaki, 1990 : « Gnomulus minor, a new species of oncopodid harvestmen from Luzon, the Philippines. » Acta Arachnologica, vol. 39, no 2, p. 59–62.